# Précigné
Précigné är en kommun i departementet Sarthe i regionen Pays de la Loire i nordvästra Frankrike. Kommunen ligger i kantonen Sablé-sur-Sarthe som tillhör arrondissementet La Flèche. År 2022 hade Précigné 2 900 invånare.

## Befolkningsutveckling
Antalet invånare i kommunen Précigné
| Referens: INSEE |